# Macrolobium taylorii
Espèce
Statut de conservation UICN

 VU D2 : Vulnérable
Macrolobium taylorii est une espèce de plantes à fleurs de la famille des Fabaceae.

## Publication originale
- Phytologia 30(5): 312–313. 1975.